# Lidängen
Lidängen är en bebyggelse i byn Lidan i Norra Fågelås socken i Hjo kommun i Västra Götalands län. 1995 hade Lidängen 56 invånare och klassades då av SCB som småort men har därefter haft under 50 invånare och då tappat sin status som småort.